# Sân bay Sibu
Sân bay Sibu (IATA: SBW, ICAO: WBGS) là một sân bay ở Sibu, một thị xã ở bang Sarawak của Malaysia. Năm 2005, sân bay này đã phục vụ hơn 920.900 lượt khách với 16.683 chuyến bay và 1.377 tấn hàng hóa.

## Các hãng hàng không và các tuyến điểm

### Các hãng vận chuyển hành khách
| Hãng hàng không              | Điểm đến                                                      | Nhà ga |
| ---------------------------- | ------------------------------------------------------------- | ------ |
| AirAsia                      | Johor Bahru, Kuala Lumpur, Kuching                            | -      |
| Malaysia Airlines - MASwings | Kuala Lumpur, Kuching - Bintulu, Kota Kinabalu, Kuching, Miri | -      |

### Các hãng hàng không trước đây
- Malaysia Airlines (Kota Kinabalu)
  - MASwings (Mukah)